# Беседники
Бесе́дники — христианская секта, выделившаяся из хлыстов. Секта беседников была распространена в губерниях по Волге, на Кавказе и в Южной России.

## История
Некоторые из хлыстов, отвергнув радения, заменили их на своих собраниях молитвословиями, чтением книг Священного Писания и религиозно-нравственными собеседованиями и стали называть свои собрания не радениями, а беседами или «беседками» и образовали таким образом особую секту «беседников» или «беседчиков».

## Вероучение
Беседники питают особую любовь к книгам Священного Писания, особенно к Евангелию и посланиям апостолов, но изъясняют их только аллегорически, «духовно». «Евангелие, — по мнению беседников, — писано духом и для духа, а потому и понимать его нужно духовно». Толкуя его аллегорически, беседники отвергают все церковные таинства и все обрядовые богослужебные практики. «Христос, — учат они, — рождался, рождается и всегда будет рождаться так: ты грешил прежде, значит, ты был мёртв, разлагался, смердел; теперь ты перестал грешить, вот это и значит, что в тебе Христос». Подобным образом они объясняют и другие события евангельской истории. Бытия Бога, как самобытного и личного существа, беседники не признают. По их учению, Бог пребывает только в человеке и с человеком. «Вне человека, — говорят они, — Бога нет. Его нет даже в храме, когда там не бывает людей».
От хлыстов беседники отличаются тем, что не разделяют их учения о предсуществовании душ и их перевоплощении, равно как учения о воплощении Христа. «Ни Бог, ни Христос, не воплощаются Своим существом в людей, а только духовно воспринимаются ими более или менее, смотря по степени их нравственного усовершенствования». Присваивая себе названия «пророков», «апостолов», «архангелов», «богородиц», «христов» и «саваофов», беседники выражают ими только степени святости, а не веру свою в действительных «христов» или «пророков». Поэтому у беседников «богородицами» могут быть и мужчины. Кроме того, в противоположность хлыстам, беседники не отвергают брака и отличаются от них общинным устройством жизни, наподобие монастырей, причём над мужчинами настоятельствует женщина, а над женщинами — мужчина. Внешне беседники выделяются тем, что всегда носят чёрную одежду.
Беседники признают брак, отличаются большим уважением к официальной церкви и духовенству, жертвуют большие суммы на храмы и систематически бывают на исповеди и причастии.